# Politikåret 1961

## Händelser

### Januari
- 20 januari – John F. Kennedy tillträder som USA:s 35:e president.[1], och därmed har USA fått sin första romersk-katolske president.

### Februari
- Februari - Den svenska författningsutredningen når en kompromiss i huvudfrågorna. Man vill införa enkammarriksdag, behålla proportionella val och inte utvidga folkomröstningsinstrumentet.

### Mars
- 3 mars - Hassan II blir kung av Marocko.

### Maj
- 26 maj - Den svenska riksdagen beslutar att delvis slopa statens monopolställning beträffande tobaksförsäljning. AB Svenska Tobaksmonopolet omvandlas till Svenska Tobaks AB, ett statsägt bolag som ska arbeta under fri konkurrens.

### Augusti
- 13 augusti - Uppförandet av Berlinmuren påbörjas.
- 22 augusti
  - I ett tal på metallindustriarbetareförbundets kongress meddelar Sveriges statsminister Tage Erlander att Sverige inte kommer att söka medlemskap i EEC.
  - Gunnar Heckscher efterträder Jarl Hjalmarson som ledare för svenska Högerpartiet.

### September
- 5 september - Frankrike erkänner Tunisiens överhöghet över Bizerte.[2]
- 8 september - Ett misslyckat attentat genomförs mot Frankrikes president Charles de Gaulle.
- 18 september - FN:s svenske generalsekreterare Dag Hammarskjöld omkommer i en flygolycka vid Ndola i Kongo-Léopoldville.
- 28 september - Förenade Arabrepubliken upplöses.

### Oktober
- 26 oktober - Sveriges utrikesminister Östen Undén lanserar den så kallade Undénplanen, som skall leda till en internationell överenskommelse för att hindra ytterligare kärnvapenspridning.

### December
- 2 december - Fidel Castro meddelar att Kuba kommer att införa kommunismen.
- 9 december - Republiken Tanganyika utropas.[3]
- 15 december
  - Israel dömer tyske förre SS-officeren Adolf Eichmann till döden i Jerusalem.
  - Den svenska regeringen inlämnar ansökan om associering till EEC. Högerpartiet och Folkpartiet önskar medlemskap.

## Val och folkomröstningar
- 11 september – Stortingsval i Norge.
- 17 september – Förbundsdagsval i Västtyskland.

## Organisationshändelser
- 25 april – I Israel går Generalsionisterna och Progressiva partiet samman och bildar Israels liberala parti.
- 3 augusti – I Kanada går Canadian Labour Congress och Co-operative Commonwealth Federation samman och bildar Nya demokratiska partiet.
- 3 oktober – Kubas kommunistiska parti bildas.
- 17 december – ZAPU, bildas i Zimbabwe.
- Okänt datum – I Västtyskland går Gesamtdeutscher Block/Bund der Heimatvertriebenen und Entrechteten och Deutsche Partei samman och bildar Gesamtdeutsche Partei.
- Okänt datum – Partiet för frihet och framsteg bildas i Belgien.
- Okänt datum – Sosialistisk folkeparti bildas i Norge.

## Födda
- 12 februari – Michel Martelly, Haitis president mellan 2011 och 2016.[4]
- 4 augusti – Barack Obama, USA:s president mellan 2009 och 2017.[5]

## Avlidna
- 9 april – Ahmet Zogu, Albaniens president 1925–1928.
- 30 maj – Rafael Trujillo, Dominikanska republikens president 1930–1938 och 1942–1952.
- 3 augusti – Zoltán Tildy, Ungerns president 1946–1948.
- 30 oktober – Luigi Einaudi, Italiens president 1948–1955.
- 22 november – Anselmo Alliegro, Kubas president 1–2 januari 1959.

### Fotnoter
1. ↑  ”United States” (på engelska). World Statesmen. http://www.worldstatesmen.org/United_States.html. Läst 23 september 2012.
2. ↑  ”Tunisia” (på engelska). World Statesmen. http://www.worldstatesmen.org/Tunisia.html. Läst 23 november 2012.
3. ↑  ”Tanzania” (på engelska). World Statesmen. http://www.worldstatesmen.org/Tanzania.html. Läst 22 november 2012.
4. ↑  Karlsson, Johanna (10 februari 2016). ”De gjorde en popartist till president, sen gick allt bananas”. Expressen. https://www.expressen.se/geo/de-gjorde-en-popartist-till-president-sen-gick-allt-bananas/. Läst 28 januari 2022.
5. ↑  ”President Barack Obama | whitehouse.gov” (på engelska). The White House. https://obamawhitehouse.archives.gov/administration/president-obama. Läst 28 januari 2022..